# Qazaqstan
Qazaqstan (en alphabet cyrillique kazakh : Қазақстан) est la principale chaîne de télévision publique du Kazakhstan. 
Créée en 1958 comme chaîne d’état de la République socialiste soviétique kazakhe, elle passe dans le giron de la nouvelle Corporation de radio et de télévision du Kazakhstan au moment de l’indépendance du pays en 1991. Adoptant un format généraliste, sa grille des programmes se compose d’un tronc commun et de décrochages régionaux.
La télévision nationale kazakhe laisse une large place à l’information, aux documentaires et au divertissement, et est diffusée de 6 heures du matin à 1 heure du matin sur le réseau hertzien, par satellite ainsi que sur internet. Depuis le 1er décembre 2011, les émissions sont exclusivement en kazakh, avec parfois des sous-titres en russe. 
Depuis le 1er décembre 2012, comme la plupart des autres chaînes de télévision et stations de radio d’État, Qazaqstan a ses studios au nouveau centre QazMedia Ortalygy, établi en plein cœur de la capitale, Astana.

## Histoire
La télévision de la République socialiste soviétique kazakhe émet pour la première fois le 8 mars 1958, alors que la télévision connaît une importance grandissante dans toute l’Union soviétique tout au long des années 1950. C’est pendant cette décennie charnière qu’est entamée la modernisation de la Télévision centrale soviétique (programme national) et que sont progressivement lancées des chaînes de télévision d’état dans toutes les républiques de l’Union : TV Kiev et TV Minsk en 1956, TV Vilnius en 1957, TV Frounzé en 1958. Les débuts sont modestes et la télévision kazakhe n’émet pendant les premières années qu’à raison de cinq heures par jour, en russe et en kazakh. Elle n’est d’abord reçue que dans la capitale, Alma-Ata ; sa diffusion s’étend rapidement aux grandes villes, dans lesquelles sont ouverts des centres régionaux : à Öskemen dès 1959, à Aktioubé et Petropavl en 1960, à Oural en 1964, à Pavlodar en 1965. 
Elle est rejointe ultérieurement par une seconde chaîne et prend ainsi le nom de Kazakhstan-1 pour se différencier. En 1987, elle est une des télévisions « locales » soviétiques les plus prolifiques et est classée quatrième quant au nombre de programmes et seconde quant à la production de films et de documentaires. La grille des programmes est également riche en informations et en émissions politiques, comme toutes les chaînes de télévision soviétiques. La dislocation de l’Union et l’accession du Kazakhstan à l’indépendance conduit à l’intégration des deux chaînes de télévision que compte le pays à une nouvelle entité baptisée « Corporation de radio et de télévision du Kazakhstan ». Kazakhstan-1 devient « Kazakhstan » tout court et Kazakhstan-2 devient « Alatau », puis « Khabar TV ».

## Présentation
Qazaqstan est une chaîne de format généraliste émettant sur l’ensemble du territoire national via le réseau hertzien, le câble, le satellite et internet. Ses studios sont situés à Astana, mais elle compte aussi sur un réseau de centres télévisuels locaux produisant des émissions régionales dans quinze grandes villes du pays. Elle peut également être captée dans les régions frontalières de Russie, du Kirghizstan, du Turkménistan, de Mongolie et de Chine. La grille des programmes s’articule autour de l’information et des divertissements. La chaîne est diffusée quotidiennement de 6 heures du matin à 1 heure du matin. La nuit, une mire apparaît à l’écran. 
La chaîne produit plusieurs éditions du journal télévisé, qui laissent une large place à la politique locale et aux activités du président. Elle reprend à l’antenne des adaptations d’émissions internationales, parmi lesquelles la version kazakhe de « The Voice » (Қазақстан дауысы), mais aussi du sport (Ligue des champions de l'UEFA), des séries, des talk-shows, des films (productions nationales des studios « Kazakhfilms » et productions internationales) et des variétés.